# NGC 6901
NGC 6901 (другие обозначения — IC 5000, PGC 64552, UGC 11542, MCG 1-52-2, ZWG 399.2, IRAS20199+0616) — галактика в созвездии Орёл.
Этот объект входит в число перечисленных в оригинальной редакции «Нового общего каталога».
В галактике вспыхнула сверхновая SN 2004da типа Ia-p, её пиковая видимая звездная величина составила 15,2.